# Hiten
Hiten (MUSES-A) – trzecia w historii japońska sonda kosmiczna; sztuczny satelita Księżyca; pierwsza bezzałogowa misja księżycowa od czasu Łuny 24, dzięki której Japonia stała się trzecim krajem w historii, który umieścił satelitę na orbicie Srebrnego Globu, po Związku Radzieckim i Stanach Zjednoczonych; pierwszy japoński obiekt, który zderzył się z Księżycem. Był zbudowany w Institute of Space and Astronautical Science. Statek wszedł na orbitę Księżyca 19 marca 1990. Był pierwszym w historii statkiem, który wszedł na tę orbitę nie zużywając paliwa, dzięki wykorzystaniu sił grawitacyjnych.

## Przebieg misji
Celem wysłania statku było zbadanie możliwości wykonywania manewrów w głębokiej przestrzeni kosmicznej za pomocą asysty grawitacyjnej Księżyca i hamowania w atmosferze Ziemi. Statek wykonał podwójny manewr minięcia Księżyca i wypuścił tam mały orbiter, Hagoromo. Jedynym urządzeniem na orbiterze był nadajnik radiowy, ale uległ on awarii i nie nadawał sygnału. Odłączenie się potwierdzono obserwacjami optycznymi z Ziemi. 
Po wykonaniu dziesięciu minięć Księżyca i dwóch manewrach hamowania w atmosferze Ziemi (19 i 30 marca 1991), zakończono główną misję sondy (30 marca 1991). Statkowi zabrakło jednak paliwa do wykonania końcowej zmiany orbity w celu wejścia na orbitę Księżyca. Dzięki specjalnie przygotowanemu manewrowi, wykorzystującemu tzw. Weak Stability Boundary Theory, statek osiągnął kołową orbitę okołoksiężycową, ale zajęło to pięć miesięcy, zamiast kilku dni. Hamowania sondy w atmosferze Ziemi były pierwszymi takimi manewrami sondy kosmicznej w historii. 24 kwietnia 1991 statek opuścił orbitę Ziemi i rozpoczął wykonywanie kilkumiesięcznego wchodzenia na orbitę Księżyca, którą osiągnął 2 października tego samego roku. Maksymalne oddalenie od Ziemi wyniosło 1 350 000 km.

### Orbita okołoksiężycowa
Orbita przebiegała przez punkty libracyjne L4 i L5, gdzie statek poszukiwał pyłu, który mógł zgromadzić się w tych dwóch punktach równowagi sił grawitacyjnych Ziemi i Księżyca. Po dwóch miesiącach, z uwagi na degradację orbity, resztki paliwa wykorzystano do rozbicia sondy o Księżyc, co nastąpiło 10 kwietnia 1993, między kraterami Stevinus i Furnerius (☾ 34,3°S 55,6°E/-34,300000 55,600000).

### Chronologia misji
- 18 marca 1990: oddzielenie się Hagoromo; o 20:04:09 sonda minęła Księżyc w odległości 16 472,4 km
- 10 lipca 1990: drugi przelot koło Księżyca, w odległości 76 000 km
- 4 sierpnia 1990: III przelot koło Księżyca
- 7 września 1990: IV przelot koło Księżyca
- 2 października 1990: V przelot koło Księżyca
- 3 stycznia 1991: VI przelot koło Księżyca
- 27 stycznia 1991: VII przelot koło Księżyca
- 3 marca 1991: VIII przelot koło Księżyca
- 19 marca 1991, godz. 00:42 UTC: przelot przez atmosferę Ziemi wysokości 125,5 km, co obniżyło prędkość sondy o 1,712 m/s
- 30 marca 1991, godz. 11:25 UTC: drugi przelot i hamowanie w atmosferze Ziemi na wysokości ok. 120 km, co obniżyło prędkość sondy o 2,8 m/s
- 26 kwietnia 1991: IX przelot koło Księżyca
- 2 października 1991: wejście na orbitę okołoksiężycową przebiegającą w pobliżu punktów libracyjnych L4 i L5
- 10 kwietnia 1993, godz. 18:03:25,7 UTC: planowe rozbicie sondy o Księżyc

## Budowa  i działanie
Statek miał kształt cylindra, na którego obwodzie umieszczono ogniwa baterii słonecznych. Orbiter Hagoromo umieszczony był na szczycie sondy. Statek posiadał 42 kg zapas paliwa, hydrazyny, używanej w 8 silniczkach o ciągu 23 N i czterech o ciągu 3 N. Zużywał około 110 W energii elektrycznej. Był stabilizowany obrotowo (10–20,5 obr./min).
Do nawigowania statkiem służyły dwa szukacze Słońca, szukacz gwiazd, sztuczny horyzont, trzy akcelerometry, tłumik ruchu nutacyjnego, system nawigacji optycznej (dwa czujniki CCD do detekcji Księżyca i jasnych gwiazd).

### Łączność
Do łączności ze statkiem służyła antena średniego zysku, pracująca w pasmach X i S, oraz dwie dookólne anteny dipolowe pasma S. Umieszczone były one na obu stronach statku. Nadawanie odbywało się anteną średniego zysku, a dwa odbiorniki pasma S używały anteny średniego zysku i dipoli. Wysyłanie rozkazów odbywało się z prędkością 1 kbps. Łączna pamięć komputera pokładowego wynosiła 2 Mbit (ROM) i 512 kb (RAM).

### Instrumenty naukowe
Jedynym przyrządem naukowym sondy Hiten był licznik pyłu, tzw. Munich Dust Counter MDC, przygotowany przez Uniwersytet Techniczny w Monachium. Przyrząd pracował przez cały czas trwania misji, aż do rozbicia o powierzchnię Księżyca.

### Hagoromo
Niewielki, 11 kilogramowy, Hagoromo umieszczony był na szczycie Hiten. Miał kształt dwudziestosześciościanu, o maksymalnej przekątnej 40 centymetrów.